# Tillandsia calothyrsus
Tillandsia calothyrsus är en gräsväxtart som beskrevs av Carl Christian Mez. Tillandsia calothyrsus ingår i släktet Tillandsia och familjen Bromeliaceae. Inga underarter finns listade i Catalogue of Life.